# Philodromus orientalis
Philodromus orientalis este o specie de păianjeni din genul Philodromus, familia Philodromidae, descrisă de Schenkel, 1963. Conform Catalogue of Life specia Philodromus orientalis nu are subspecii cunoscute.